# Zignoëlla milleri
Zignoëlla milleri är en svampart som först beskrevs av Chardón, och fick sitt nu gällande namn av Franz Petrak 1951. Zignoëlla milleri ingår i släktet Zignoëlla och familjen Chaetosphaeriaceae.   Inga underarter finns listade i Catalogue of Life.